# Agathia arcuata
Agathia arcuata là một loài bướm đêm thuộc họ Geometridae. Loài này có ở Ấn Độ, Miến Điện, Hải Nam, Malaysia bán đảo, Borneo, Sumatra và Java.

## Hình ảnh

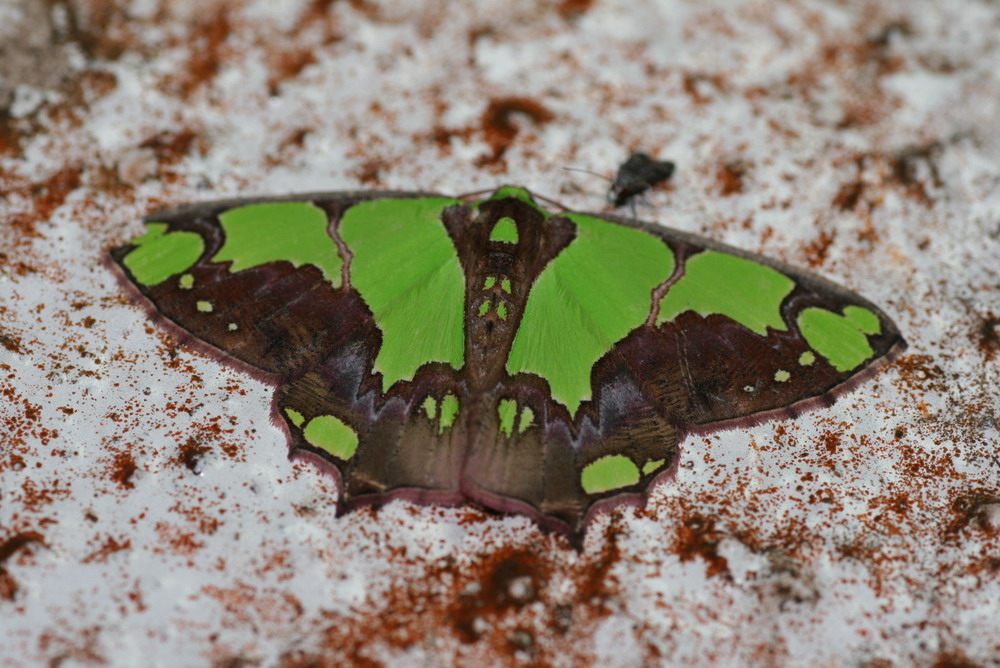